# Radivoj Rehar
Radivoj Rehar, slovenski novinar, urednik, pisatelj in pesnik, * 4. januar 1894, Ajdovščina, † 5. maj 1969, Koper.
Rehar, ki se je rodil v Šturjah (predel Ajdovščine), je po končani prvi svetovni vojni postal novinar. Zaposlil se je v Mariboru, kjer je med drugim delal kot urednik pri listih Tabor, Mariborski večernik, Večernik in Jutro. Spremljal je kulturno dogajanje kot aktivno likovni kritik. Na številnih področjih kulture se je družil in je pomagal primorskim rojakom. Po drugi svetovni vojni so ga 1948 zaradi vohunske dejavnosti za angleško obveščevalno službo obsodili na dosmrtno prisilno delo, vendar je bil 1954 izpuščen. Preselil se je v Koper in dobil službo pri koprskem in tržaškem radiu. Umrl je zaradi srčne kapi.
Rehar je pisal poezijo in prozo za otroke, radijske igre, utopične kriminalke, novele, povesti, romane in zgodovinske drame v verzih. Izmed njegovih del sta največje zanimanje zbudili igri Učlovečenje (prvič uprizorjena 1931) in zgodovinski roman Semisiris (1936). Pisal je utopične romane Oceanopolis, Maščevanje profesorja Kabaja in Ramas in Jora: Roman zadnjih ljudi na Zemlji. Leta 1929 je izdal zbirko bajjk in pravljic Začarani krogi.